# Béthisy-Saint-Martin
Béthisy-Saint-Martin ist eine französische Gemeinde mit 992 Einwohnern (Stand: 1. Januar 2022) im Département Oise in der Region Hauts-de-France. Sie gehört zum Arrondissement Senlis und zum Kanton Crépy-en-Valois. Die Einwohner werden Béthisiens genannt.

## Geographie
Die Gemeinde Béthisy-Saint-Martin liegt etwa 19 Kilometer nordöstlich von Senlis und etwa 13 Kilometer südlich von Compiègne an der Automne. Umgeben wird Béthisy-Saint-Martin von den Nachbargemeinden Béthisy-Saint-Pierre im Norden, Orrouy im Osten, Glaignes im Südosten, Rocquemont im Süden sowie Néry im Südwesten und Westen.

## Einwohner
| Jahr                       | 1962 | 1968 | 1975 | 1982 | 1990 | 1999 | 2006 | 2013 | 2021 |
| -------------------------- | ---- | ---- | ---- | ---- | ---- | ---- | ---- | ---- | ---- |
| Einwohner                  | 776  | 797  | 828  | 846  | 1023 | 1134 | 1101 | 1123 | 989  |
| Quellen: Cassini und INSEE |      |      |      |      |      |      |      |      |      |

## Sehenswürdigkeiten
- Kirche Saint-Martin aus dem 12. Jahrhundert, seit 1931 Monument historique
- altes Pfarrhaus
- Schloss La Mothe, seit 1986 Monument historique
- Gutshof Sainte-Luce, ursprünglich aus dem 13. Jahrhundert, seit 1949 Monument historique

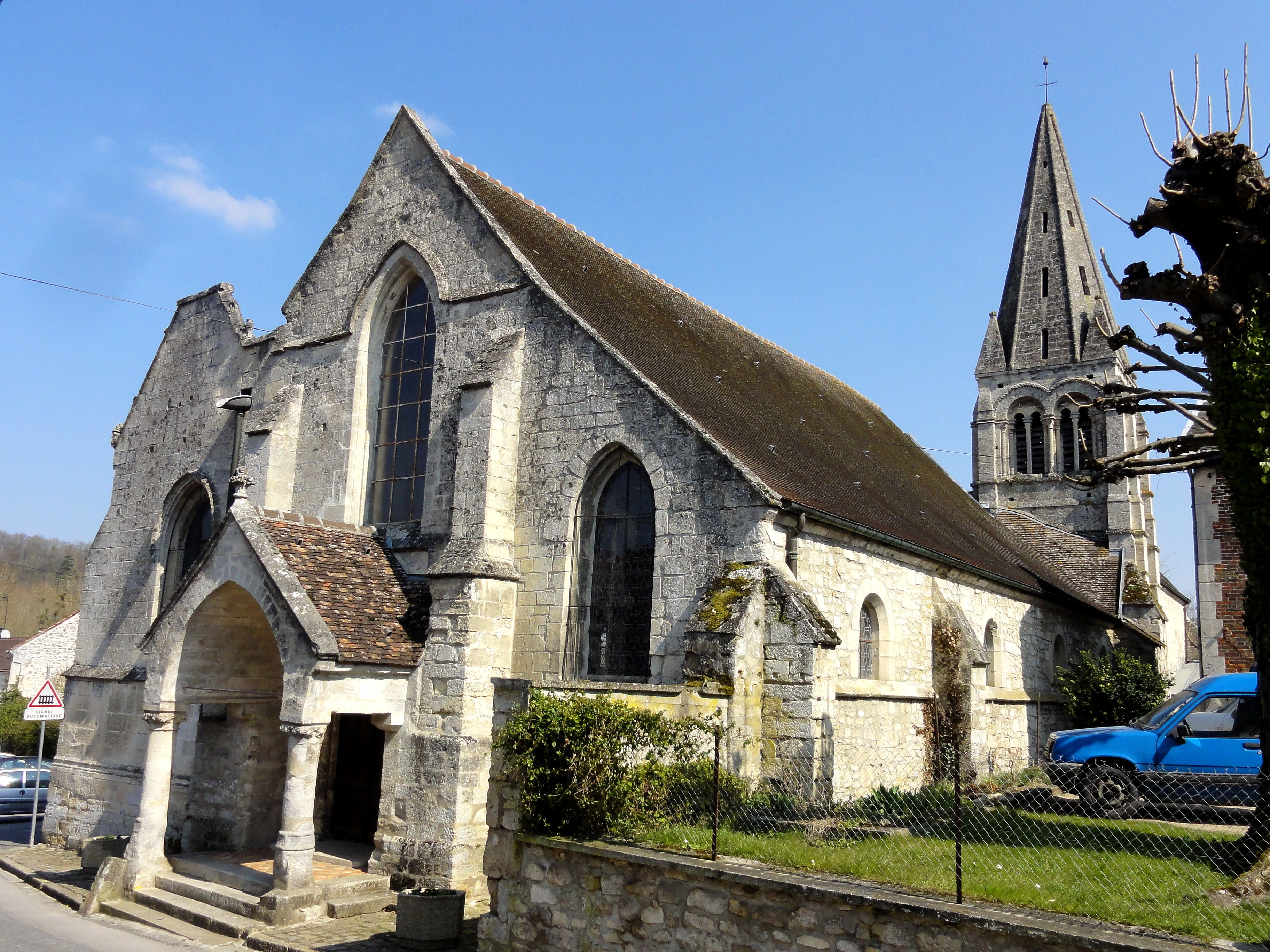
Kirche Saint-Martin
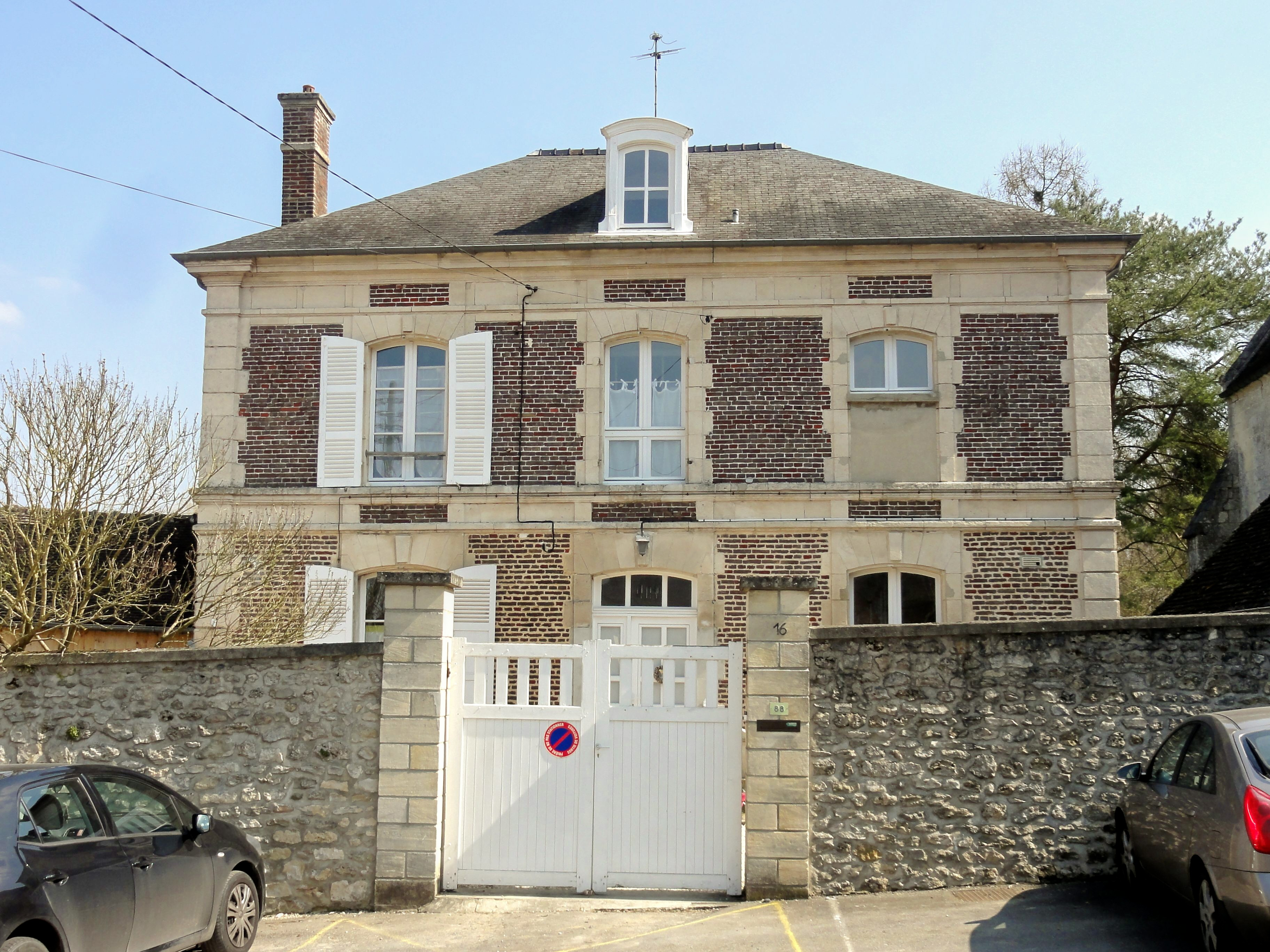
Altes Pfarrhaus
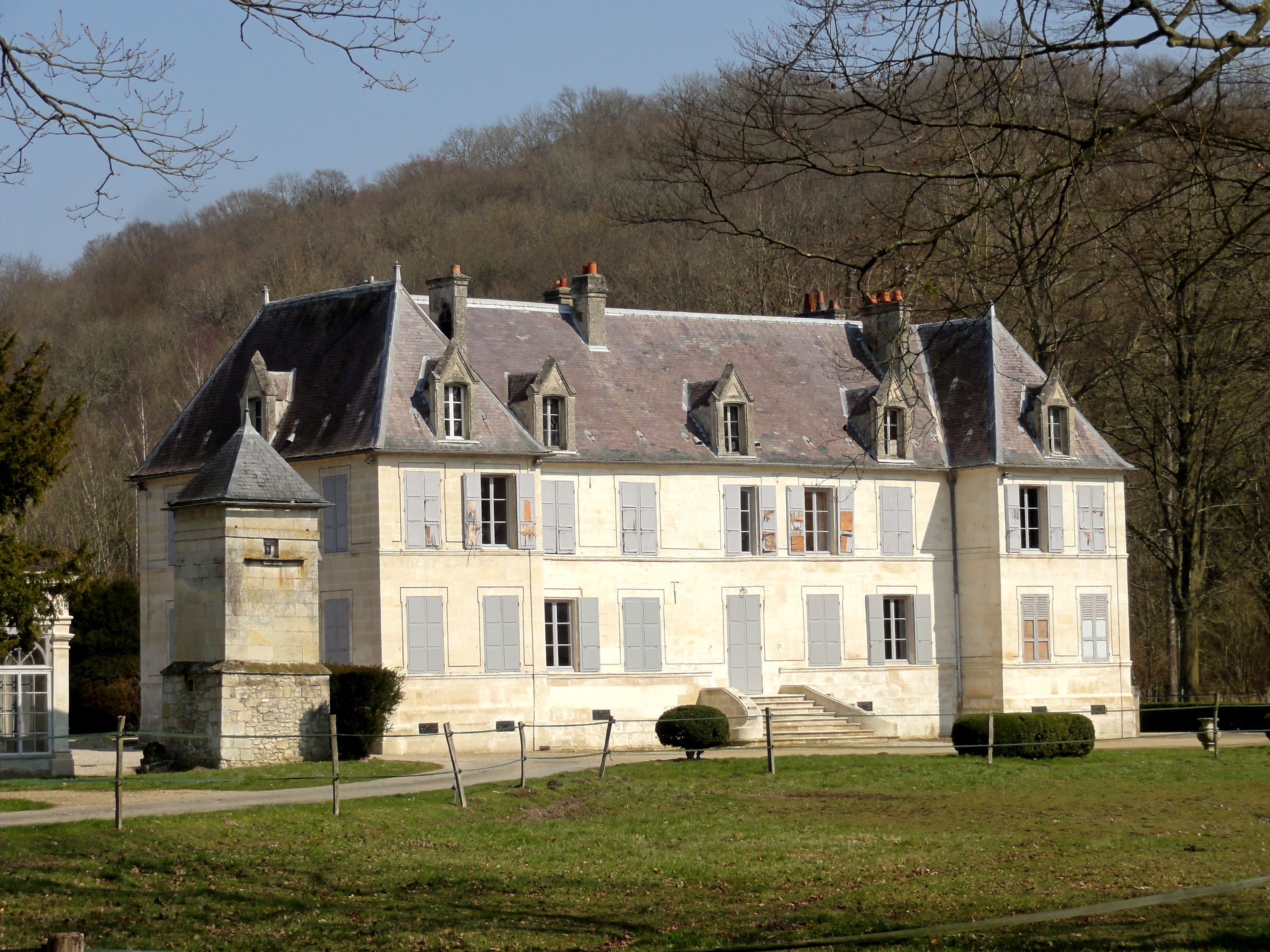
Schloss La Mothe
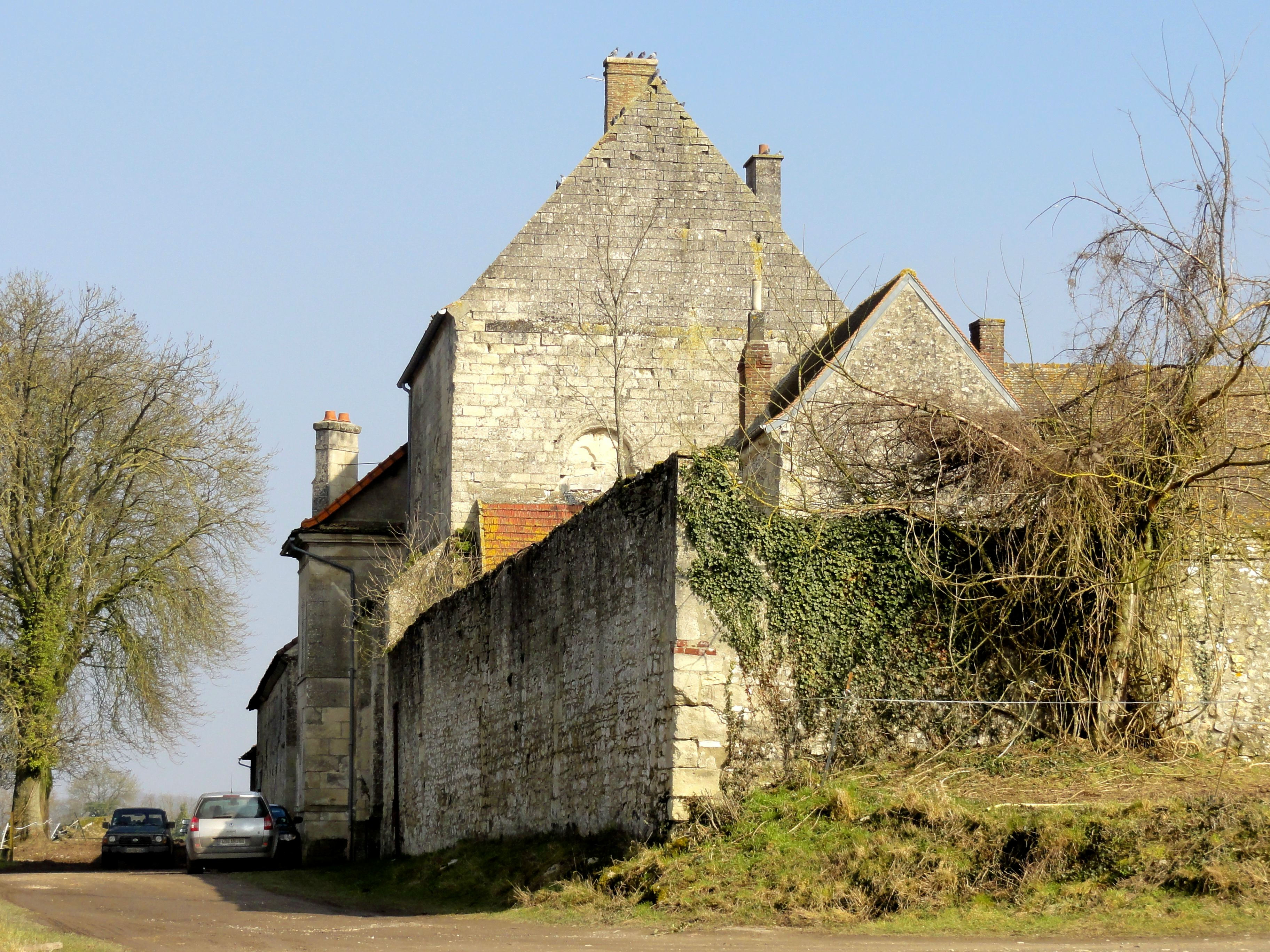
Gutshof Sainte-Luce